# بادام‌لی‌سو
بادام‌لی‌سو (به لاتین: Badamlısu) یک منطقه مسکونی در جمهوری آذربایجان است که در شهرستان شاهبوز واقع شده‌است. بادام‌لی‌سو ۶۳۵ نفر جمعیت دارد.